# The Magnificent 7
The Magnificent 7 è un album dei gruppi musicali R&B The Supremes e Four Tops, pubblicato nel 1970 dalla Motown.
Tutte le tracce dell'album sono cover di noti brani rock e pop di quel periodo.

## Tracce
1. Knock on My Door
2. For Your Love
3. Without the One You Love
4. Reach Out and Touch (Somebody's Hand)
5. Stone Soul Picnic
6. Baby (You've Got What It Takes)
7. River Deep - Mountain High
8. Ain't Nothing Like the Real Thing
9. Everyday People
10. It's Got to Be a Miracle (This Thing Called Love)
11. Taste of Honey
12. Together We Can Make Such Sweet Music

## Classifiche
| Classifica            | Posizione più alta |
| --------------------- | ------------------ |
| U.S. Billboard 200    | 113                |
| Official Albums Chart | 6                  |